# Gerold z Vinzgouw
Gerold z Vinzgau, zwany także Geroldem z Anglachgau (ur. ok. 730, zm. 799) – był szwabskim margrabią Marchii Awarskiej i prefektem Bawarii.
Gerold ożenił się w 757 z Immą (ur. 739, zm. 789), córką szwabskiego księcia Hnabiego. W 758 urodziła mu się córka Hildegarda, która w 771 została trzecią z kolei żoną Karola Wielkiego.
Gerold brał poważny udział w integracji Bawarii jako części frankijskiego państwa. Brał udział w wojnie z ostatnim bawarskim księciem Tassilonem III. Po detronizacji Tassilo w 788 został prefektem Bawarii. W 784 wraz z żoną przekazał bogatą darowiznę klasztorowi Lorsch.
Gerold założył ród Geroldonów. Jego następcami zostali synowie – Gerold II i Udalryk I, prawdopodobnie do podziału ojcowskiego państwa. Gerold umarł w czasie wojny przeciwko Awarom w 799 wraz ze swoim synem – Erichem friulskim.